# Setocoris
Setocoris ist eine Gattung der Weichwanzen (Miridae). Die Arten der Gattung zeichnen sich dadurch aus, dass sie besonders an das Leben auf fleischfressenden Pflanzen angepasst sind.

## Beschreibung
Der Körper der Tiere ist um die 4 mm lang, die beiden Fühler 2,5 mm, der Stechrüssel 1,5 mm. Körper, Beine und Fühler sind schwach behaart, in der Färbung sind sie, je nach Art, entweder von grüner Grundfarbe mit roten Flecken, andere reinschwarz, wieder andere weiß, rot und schwarz. 

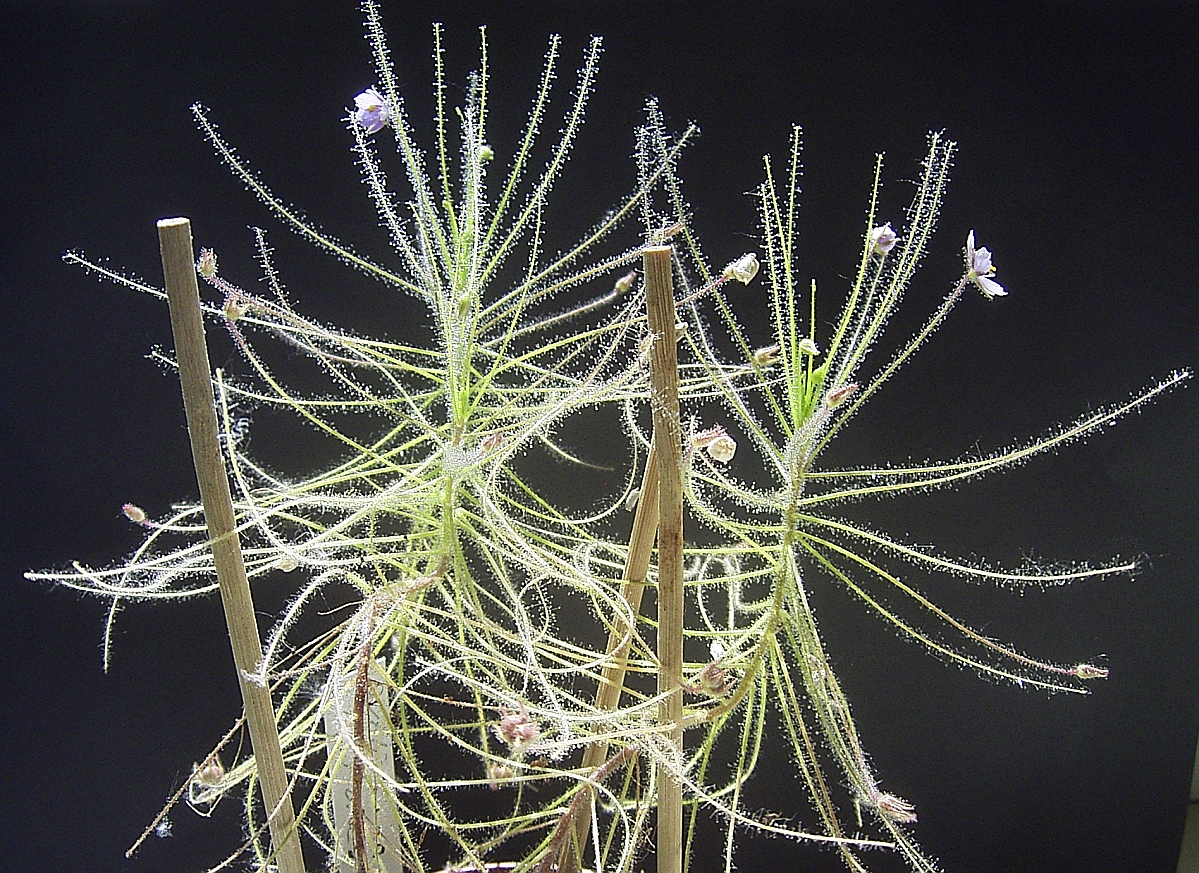
Regenbogenpflanze

Junge Exemplare sind nicht flugfähig, erst mit zunehmender Reife entwickeln sich Flügel. Der vollständige Lebenszyklus der Arten ist noch nicht erforscht, während der Sommerruhe der Pflanzen scheinen die Insekten jedoch in veränderter Gestalt wie ihre Wirtspflanze zu ruhen (flacherer Körper, Kopf und Thorax vereint).

## Ernährung
Setocoris ernähren sich von den Körpersäften der durch ihre Wirtspflanzen gefangenen Insekten („Kleptoparasitismus“). Sie stechen diese mit ihrem Stechrüssel an und saugen ihnen die Körperflüssigkeit aus. Das vordere Beinpaar wird danach zum Putzen eingesetzt. Es steht dabei zu vermuten, dass die Pflanzen dabei von den (nährstoffhaltigen) Exkrementen der Tiere profitieren, entweder mittels Aufnahme der Nährstoffe über das Blattwerk oder mittelbar über den Boden und das Wurzelwerk („Mutualismus“). 

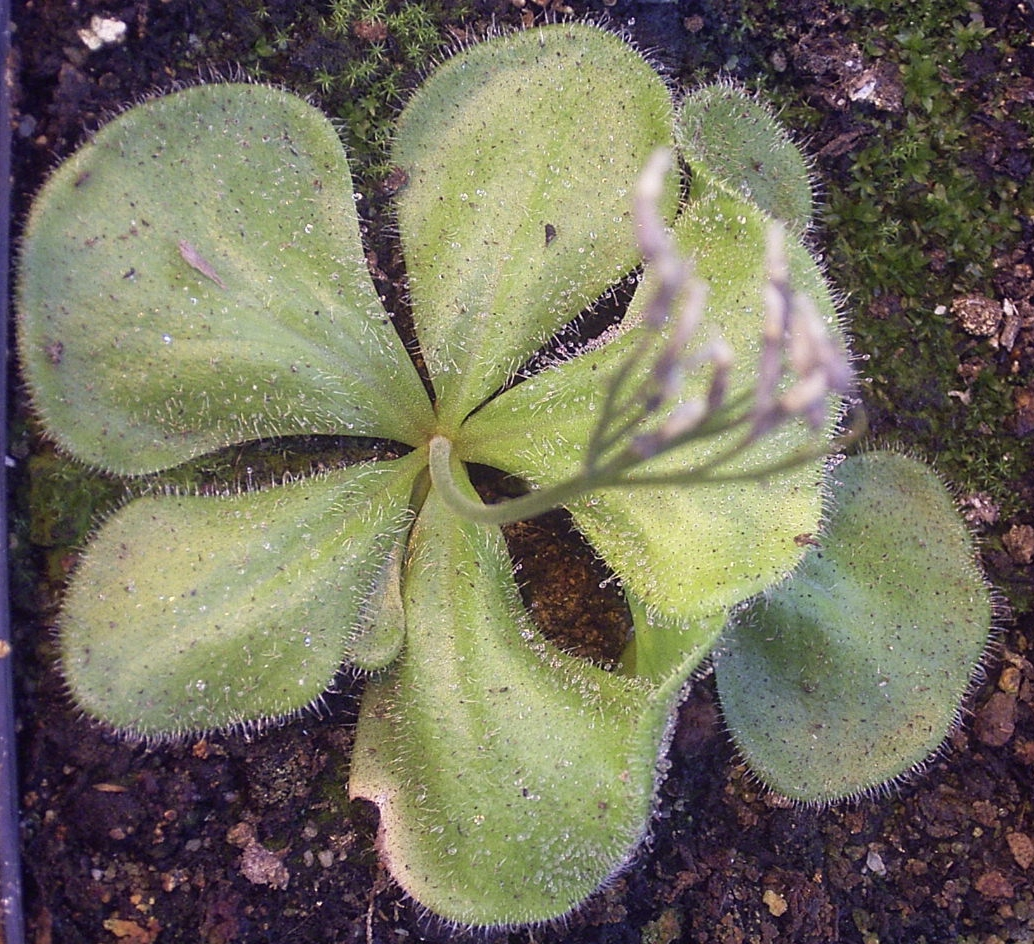
Drosera erythrorhiza

## Verbreitung
Die Gattung ist in Australien weitverbreitet, schwerpunktmäßig in Südwestaustralien. Sie ist dort auf Arten der Gattung der Regenbogenpflanzen zu finden, sowie an den Sonnentau-Arten Drosera erythrorhiza, Drosera pallida, Drosera barbigera, Drosera stelliflora und Drosera ordensis.

## Systematik
Die Erstbeschreibung der Gattung erfolgte 1951 durch China und Carvalho mit der Typusart Setocoris bybliphilus. 1953 beschrieb China zwei Arten von Cyrtopeltis, 1986 wurden beide von Cassis als Setocoris droserae und Setocoris russeli in die Gattung überstellt.